# Smolonje
Smolonje falu Horvátországban Split-Dalmácia megyében. Közigazgatásilag Omišhoz tartozik. 

## Fekvése
Splittől légvonalban 27, közúton 33 km-re keletre, községközpontjától légvonalban 6, közúton 13 km-re keletre, Poljica középső részén, a Mosor hegység déli lábnál és a Cetina északi partja felett elterülő nyugat-keleti irányú festői völgykatlan keleti részén, a 70-es számú főút mellett fekszik.

## Története
A középkorban része volt a 13. században alapított, úgynevezett Poljicai Köztársaságnak, mely tulajdonképpen egy jelentős autonómiával rendelkező kenézség volt. Poljica kezdetben a horvát-magyar királyok, majd 1444-től a Velencei Köztársaság uralma alá tartozott. Velence nagyfokú autonómiát biztosított a poljicai települések számára. Jogi berendezkedését az 1490-ben kibocsátott Poljicai Statutum határozta meg, mely egyúttal rögzítette határait is. Poljica a 16. század első felében került török uralom alá, ahol szintén bizonyos fokú önállóságot élvezett. A moreai háború idején szabadult fel a török uralom alól, melyet 1699-ben a karlócai béke szentesített, de Poljica autonómiájának valamely szintjét végig megőrizte. Poljica önállóságát 1807-ben a bevonuló napóleoni francia csapatok szüntették meg. Napóleon lipcsei veresége után 1813-ban a Habsburgoké lett. A településnek 1857-ben 87 1910-ben 164 lakosa volt. 1918-ban az új szerb-horvát-szlovén állam, majd később Jugoszlávia része lett. A háború után a szocialista Jugoszláviához került. 1991 óta a független Horvátországhoz tartozik. Az 1960-as évek óta lakossága a fiatalok elvándorlása miatt folyamatosan csökkent. Ez a folyamat az utóbbi időben megállni látszik. 2011-ben a településnek 79 lakosa volt, akik a zvečanjei plébániához tartoztak.

## Lakosság
| Lakosság változása | Lakosság változása | Lakosság változása | Lakosság változása | Lakosság változása | Lakosság változása | Lakosság változása | Lakosság változása | Lakosság változása | Lakosság változása | Lakosság változása | Lakosság változása | Lakosság változása | Lakosság változása | Lakosság változása | Lakosság változása |
| ------------------ | ------------------ | ------------------ | ------------------ | ------------------ | ------------------ | ------------------ | ------------------ | ------------------ | ------------------ | ------------------ | ------------------ | ------------------ | ------------------ | ------------------ | ------------------ |
| 1857               | 1869               | 1880               | 1890               | 1900               | 1910               | 1921               | 1931               | 1948               | 1953               | 1961               | 1971               | 1981               | 1991               | 2001               | 2011               |
| 87                 | 0                  | 115                | 155                | 166                | 164                | 160                | 183                | 178                | 168                | 162                | 150                | 147                | 105                | 68                 | 79                 |

(1869-ben lakosságát Kostanjéhez számították.)

## Nevezetességei
- Szent Vid tiszteletére szentelt római katolikus templomát Bizzi érsek említi először 1748-ban tett egyházlátogatása során, de 1754-ben még mindig nem volt készen. Oltárán Szent Videt ábrázoló kép és szobor látható. Az 1980-as évek végén az épületet teljesen felújították és 1990. június 15-én Szent Vid ünnepén szentelték fel.
- A település új temetőjében található a Szent József templom, melyet 1991-ben építettek és az év június 23-án szentelte fel Franić érsek. Ezt a templomon elhelyezett emléktábla örökíti meg. Modern épület, homlokzata előtt előcsarnokkal, pengefalú harangtornyában egy harang látható.